# Riksväg 77, Norge
Riksväg 77 (norska: Riksvei 77) är en riksväg i Saltdals kommun i Nordland fylke i norra Norge som går mellan byn Storjord och svenska gränsen vid Graddis. Vägen är 24,2 kilometer lång och asfalterad. Den passerar bland annat genom byn Junkerdal.
Vägen ansluter till:
- Europaväg 6 (vid Storjord)
- Riksväg 95 i Sverige (vid Graddis)